# André Lootens
André Lootens (Bellem, 22 augustus 1925 - Aalter, 1 juni 2003) was een Belgische politicus en de laatste burgemeester van de gemeente Bellem.

## Biografie
Lootens werd geboren als de zoon van bakker Petrus-Eduard Lootens (1880-1959) en Irma Boute (1883-1952). De Mekanieke Bakkerij De Klok stond aan de zuidkant van het Kanaal Gent-Brugge te Bellem, maar werd afgebroken in 1978 naar aanleiding van de verbreding van het kanaal.
André Lootens trad toe tot de gemeenteraad van Bellem en werd er onmiddellijk schepen van 1959 tot 1964. Gedurende één bestuursperiode werd hij gemeenteraadslid. Van 1971 tot 1976 was hij burgemeester, de laatste van Bellem. Na de fusie met Aalter was hij er gedurende 12 jaar schepen van ruimtelijke ordening (1977-1989).